# Proyecto de reserva ecológica Lago Lugano
El proyecto de reserva ecológica Lago Lugano es un esbozo de un área protegida de nivel municipal, el cual todavía es un espacio verde situado en el sur de la Ciudad Autónoma de Buenos Aires (capital de la Argentina), en el barrio porteño de Villa Soldati. 

## Características generales

### Situación geográfica y descripción
Se encuentra en el extremo sur del barrio porteño de Villa Soldati, perteneciente a la Comuna 8, dentro del denominado "Parque Polideportivo Julio A. Roca", junto al Estadio Mary Terán de Weiss (donde se realizan eventos de tenis y se juega la Copa Davis). También se encuentran un complejo de canchas de tenis y una “playa artificial”, la que se abre durante los veranos.
La reserva se desarrollará en lo que se denomina “Parque Lugano”, el cual posee una superficie de unas 40 hectáreas, mayormente ocupadas por un lago artificial (el lago Lugano) el cual desemboca en el arroyo Cildáñez. Este lago, de 550 metros de diámetro, fue construido, junto con otros dos más (el Regatas y el Soldati), en la década de 1940, con el objetivo de controlar los desbordes de las aguas del Riachuelo durante las inundaciones, al derivarlas hacia los lagos mediante el arroyo Cildáñez.
El área a proteger está limitada al sur por la Av. Escalada, al oeste por la Av. Cnel. Roca, al este por la Av. 27 de Febrero (que la separa del curso del Riachuelo) y al norte por caminos internos y la margen sur del arroyo Cildáñez.
El centro del lago, núcleo del área protegida, se encuentra en las coordenadas: 34°40′50.80″S 58°26′44.10″O / -34.6807778, -58.4455833.

### Infraestructura, ordenamiento jurídico y objetivos

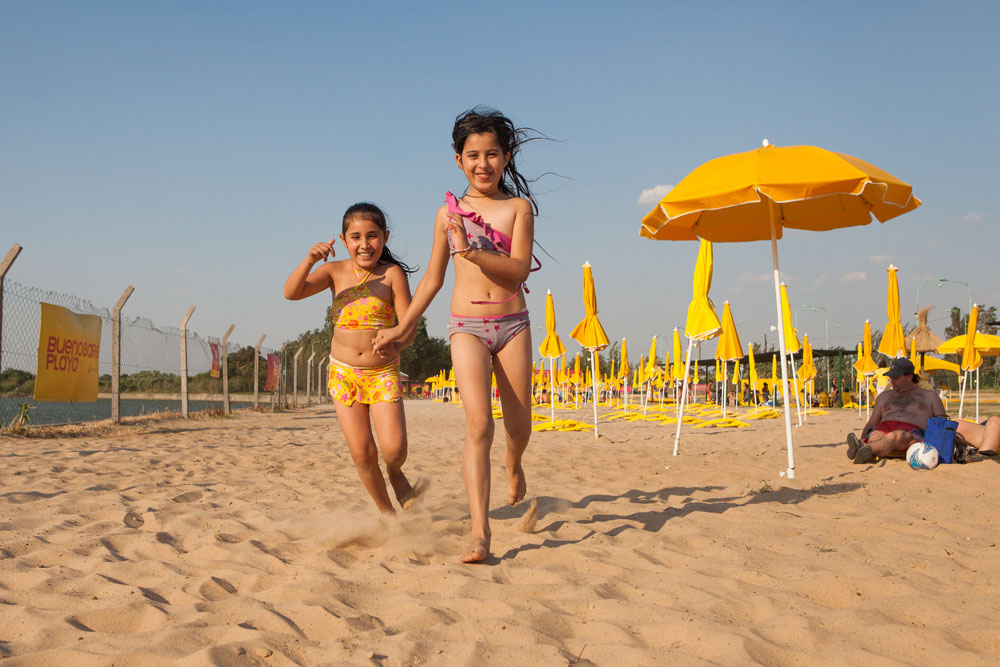
En el extremo sur del predio funciona durante el verano una de las "playas urbanas" creadas por el gobierno de Buenos Aires. A la izquierda de la imagen se observa el borde del lago Lugano.

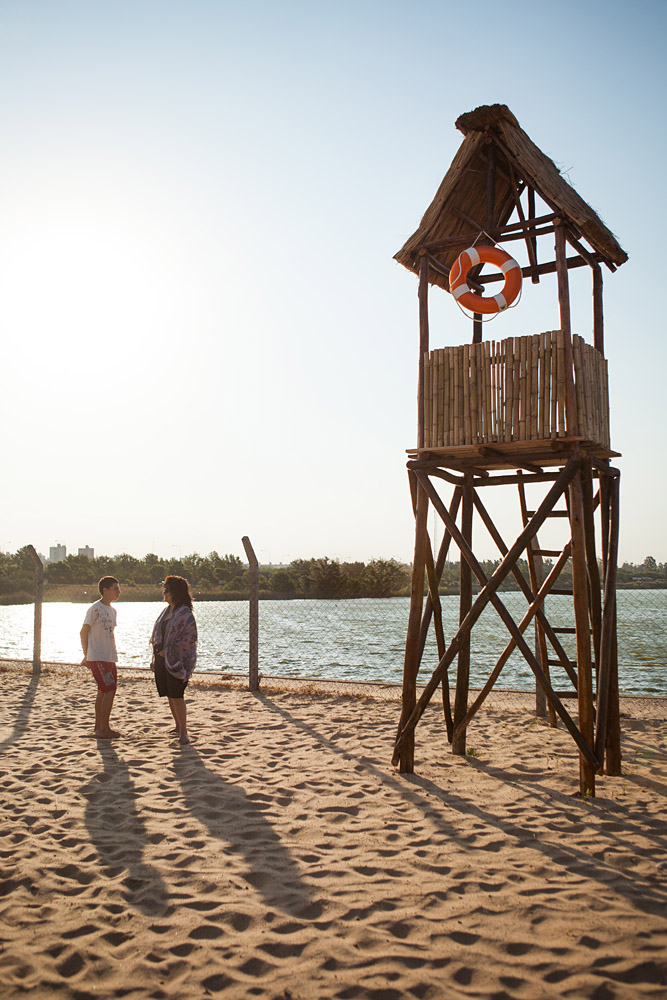
Lago Lugano. Adelante de la imagen se observa parte de la "playa urbana".

El proyecto es fruto del impulsado de la Agencia de Protección Ambiental porteña (APRA). En su interior, el área protegida poseerá un centro educativo y de investigación. Se ha dispuesto que durante el año 2015 se construyan un centro de interpretación y senderos de observación, para lo cual se ha previsto una partida presupuestaria de 5 millones de pesos. Se sumarían a los 500 metros de senderos con que ya contaba el predio. También contiene un vivero para la producción de plantas nativas y una huerta ecológica educativa. Las condiciones ecológicas del lago ya se estaban remediando mediante la utilización de una boya que oxigena el agua, denominada “Agua Viva”, diseñada por el arquitecto Sebastián Zanetti, la cual funciona por medio de energía solar. La reserva funcionará como un centro para la experimentación de nuevas tecnologías para ser utilizadas en saneamiento ambiental.
El 29 de noviembre de 2012, la legislatura porteña había cambiado la categoría Distrito de Zonificación E4 14 ("Distrito Deportivo") con que contaba este espacio verde, por la catalogación de "Distrito Urbanización Parque" (UP) del Código de Planeamiento Urbano (Ley 449) (en base al expediente 1640-D-2010 "Créase el Distrito Área Reserva Ecológica Lago Lugano") la cual fue conseguida mediante una ley cuya autoría fue obra del diputado del Partido Socialista Auténtico Adrián Camps. Por la misma se mantenía la funcionalidad del lago Lugano como regulador hidráulico. 
Si bien desde la idea original ya se había pensado en crear allí una reserva ecológica, la posibilidad había sido desestimada en razón de que, por intermedio de la Coordinación Reserva Ecológica Costanera Sur, la Dirección General de Espacios Verdes había emitido un informe técnico el cual objetaba esa aptitud por la incompatibilidad del área con la ley 1540 de contaminación auditiva, ya que la misma no podría contar con zonas de amortiguación sonora en su derredor. Deberá ser nuevamente recategorizado por la legislatura, esta vez como reserva, con el objetivo de generar allí un recurso educativo, paisajístico y fomentar el desarrollo de la zona sur de la ciudad.
Al proyectarse como una reserva natural urbana, sus roles principales serán la educación e interpretación ambiental, la conservación de los recursos biológicos, la investigación científica, la participación de la ciudadanía y, por último, el esparcimiento de la población. Ya el área es de acceso libre y gratuito.

### Clima
En la clasificación de Papadakis, al clima del área se lo incluye en el subtropical marítimo, gracias a la acción morigeradora del Río de la Plata con aguas provenientes de latitudes intertropicales. La temperatura anual promedio es de 17,6 °C, y las precipitaciones anuales totalizan alrededor de 1150 mm, y están repartidas especialmente entre los meses cálidos. En invierno pueden eventualmente presentarse suaves heladas.

## Patrimonio biológico

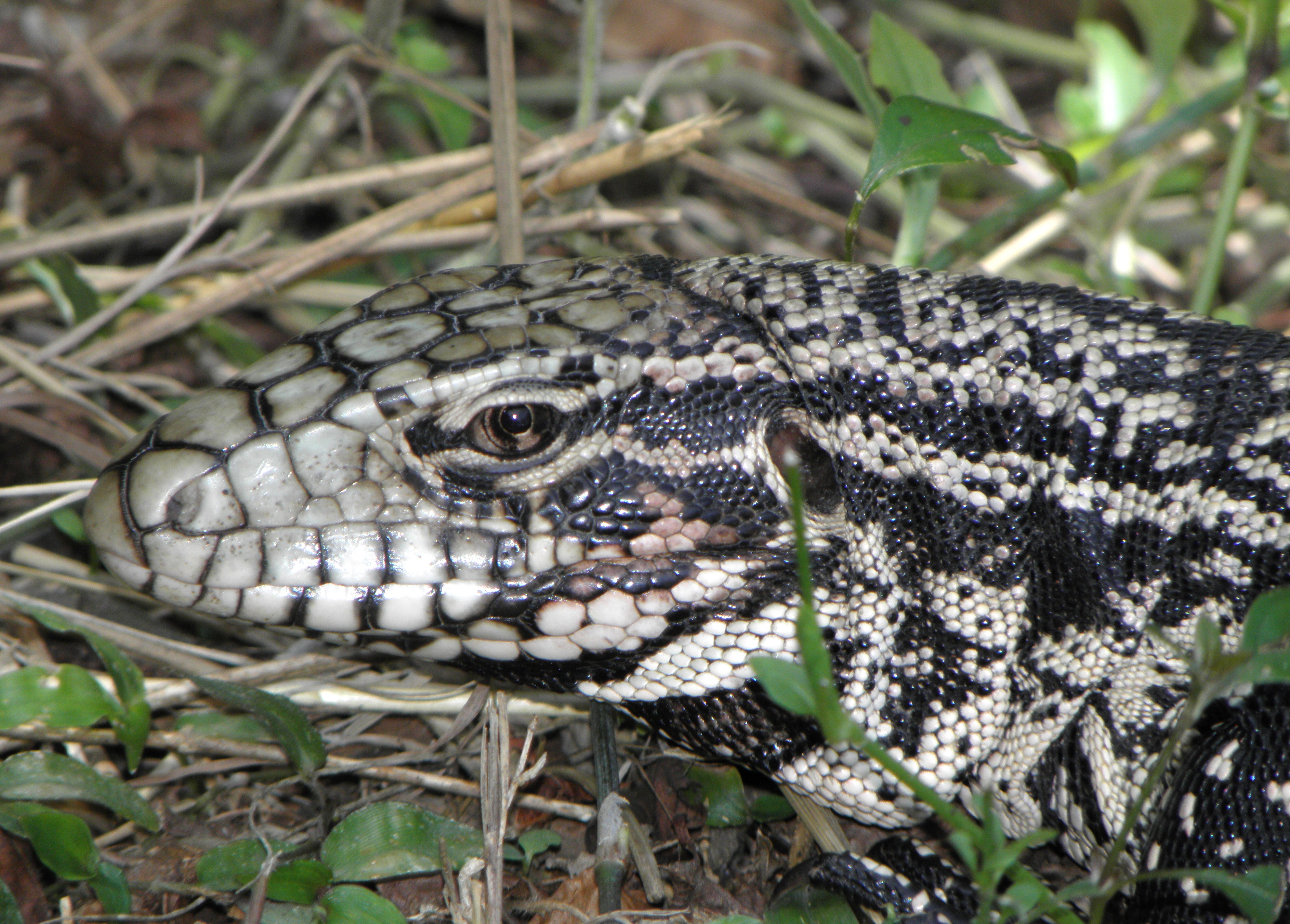
Lagarto overo (Salvator merianae), una de las especies que es posible observar en esta reserva.

Si bien la superficie de 40 hectáreas es algo pequeña, cuenta con una importante biodiversidad. 
Como resultado de relevamientos de su ornitofauna ya se han identificado 118 especies de aves. También se encuentran reptiles, como tortugas acuáticas y lagartos overos, y mamíferos, como coipos y cuises. Entre los insectos destacan las más de 20 especies de mariposas. 
En relación con su riqueza florística, se han inventariado más de 120 especies de plantas. Entre las especies vegetales que mantienen poblaciones relictas se encuentra la orquídea del talar (Chloraea membranacea).
Esta reserva formará el tercer eslabón de áreas protegidas de la ciudad de Buenos Aires, junto con la reserva ecológica Ciudad Universitaria y la de Costanera Sur, siendo la primera ubicada lejos de la ribera del Río de la Plata.  

### Ecorregiones
Ecorregionalmente su superficie emergida pertenecería eventualmente a tres ecorregiones terrestres, las que deberían tenerse en cuenta cuando llegue el momento de repoblar con vegetación nativa las áreas o parquizadas. Los pastizales que dominaron en el interior de lo que hoy es la ciudad se incluyen en las pampas húmedas; las lomadas y barrancas del arroyo presentaban bosques xerófilos correspondientes al talar bonaerense, el cual se adscribe al espinal; finalmente, el sector de bajíos ribereños que marginaba el arroyo y el Riachuelo es propio de la del delta e islas del río Paraná.
Las aguas del lago y del arroyo se insertan en la ecorregión de agua dulce Paraná inferior.